# Cornigera flava
Cornigera flava is een hooiwagen uit de familie Samoidae.